# Линейные корабли типа Pompée
Линейные корабли типа Pompée — два 74-пушечных линейных корабля третьего ранга, построенных для Королевского флота на основе чертежей французского корабля Pompée, который был захвачен в 1793 году. Pompée относился к линейным кораблям типа Téméraire, самому успешному и самому многочисленному типу французских 74-пушечных кораблей. Оба корабля были заказаны 10 июня 1795, вместе с двумя кораблями типа America, также построенных на основе типа Téméraire. Корабли данного типа относились к так называемым «обычным 74-пушечным кораблям», так как несли на верхней орудийной палубе 18-фунтовые пушки.

## Корабли
- HMS Superb

Строитель: Питчер, Нортфлит

Заказан: 10 июня 1795 года

Заложен: август 1795 года

Спущён на воду: 19 марта 1798 года

Выведен: разобран, 1826 год

- HMS Achille

Строитель: Клеверли, Грейвзенд

Заказан: 10 июня 1795 года

Заложен: октябрь 1795 года

Спущён на воду: 16 апреля 1798 года

Выведен: продан на слом в 1865 году